# Zygmunt Braude
Zygmunt Braude (ur. 17 sierpnia 1903 w Warszawie, zm. 3 grudnia 1976) – funkcjonariusz aparatu bezpieczeństwa Polski Ludowej, pułkownik MO.

## Życiorys
Urodził się w rodzinie żydowskiej. Przed wojną był członkiem adwokatury w Warszawie. Działał w Komunistycznej Partii Polski, a następnie w Polskiej Partii Robotniczej i Polskiej Zjednoczonej Partii Robotniczej. W czasie wojny od 1943 był oficerem politycznym i oficerem śledczym 1 Dywizji Piechoty w ZSRR. Od 26 września 1944 pełnił funkcję kierownika Biura Prawnego Resortu Bezpieczeństwa Publicznego, a następnie od 5 września 1945 zastępcy dyrektora i od 19 maja 1948 p.o. dyrektora Gabinetu Ministra Bezpieczeństwa Publicznego. Funkcję tę pełnił do 14 października 1952, kiedy to został przeniesiony na stanowisko starszego radcy prawnego w Departamencie Więziennictwa MBP.
Po opuszczeniu MBP dnia 1 października 1952 został kierownikiem redakcji literatury rosyjskiej w Państwowym Instytucie Wydawniczym, wiosną 1969 przeszedł na emeryturę, a niedługo potem wyemigrował do Izraela. Był odznaczony Medalem 10-lecia Polski Ludowej (18 stycznia 1955).